# Betelgeuse nella fantascienza
Betelgeuse (α Orionis) è una stella supergigante rossa nella costellazione di Orione, che spesso è stata citata nelle opere di fantascienza.

## Letteratura
- Philip K. Dick cita Betelgeuse in alcune storie più o meno complesse; talvolta vengono fatti dei giochi di parole col suo nome e i personaggi sono in realtà degli scarafaggi (in inglese Beetle, che richiama l'inizio del nome Betelgeuse).
- Ford Prefect, un personaggio della serie della Guida galattica per gli autostoppisti di Douglas Adams, proverrebbe da un pianeta non meglio precisato posto nei pressi di questa stella; nei romanzi della serie sono presenti anche molti altri riferimenti a Betelgeuse e a suoi pianeti.
- Nel Ciclo di Cthulhu di H. P. Lovecraft, Betelgeuse è la casa del Dio Maggiore "benigno".
- Nel romanzo L'equazione di Dio (Calculating God, 2001) di Robert J. Sawyer, Betelgeuse diventa una supernova, minacciando tutta la vita presente entro alcune centinaia di anni luce, a causa della forte radiazione di raggi gamma, che nella storia è molto più elevata di quanto ci si aspetti realmente da quest'evento secondo gli scienziati.
- Nel romanzo Il pianeta delle scimmie di Pierre Boulle, il pianeta in cui è ambientata gran parte della storia orbita attorno a Betelgeuse.
- Nel libro 40 (sequenza inglese) della serie di fantascienza di Perry Rhodan, L'occhio rosso di Betelgeuse, e nel 41, La Terra muore, di Crark Dalton, Perry Rhodan cerca di convincere i suoi nemici che loro abbiano scoperto la posizione segreta della Terra nel terzo pianeta di Betelgeuse, che viene prontamente distrutto, rendendo Betelgeuse un sistema di stelle doppie e concedendo alla Terra una pausa.
- Nella storia Transito di Betelgeuse di Robert Chase, pubblicato dalla rivista Analog Science Fiction and Fact nel maggio del 1990, viene tentato un salvataggio nello spazio poche ore prima che Betelgeuse esploda come supernova scatenando una tempesta di neutrini.
- Nell'universo del Ciclo di Dune di Frank Herbert esiste un sistema planetario chiamato Bela Tegeuse, una probabile alterazione della parola Betelgeuse.
- Nel romanzo Le sirene di Titano (The Sirens of Titan, 1959) di Kurt Vonnegut, Winston Niles Rumfoord e il suo cane Kazak esistono come un "fenomeno onda" che inizia sul Sole e termina su Betelgeuse.
- Nel romanzo La luce di Orione di Valerio Evangelisti (del ciclo dell'inquistore Eymerich), uno scienziato ritiene di poter far esplodere a distanza la stella grazie a un esperimento sulla Terra.
- Nel romanzo I mille occhi della notte, dello scrittore inglese Robert Swindells, gli alieni carnivori antagonisti del romanzo, provengono da un pianeta orbitante intorno a Betelgeuse (andato poi distrutto in seguito alla collisione con un meteorite).

## Fumetti
- Bételgeuse è una serie di fumetti di Leo ambientato su un pianeta orbitante appunto attorno a Betelgeuse.
- Nel mondo di Bucky O'Hare, Betelgeuse è la casa di un babbuino arancione molto potente.

## Giochi
- Nel gioco per computer Star Control 2, Betelgeuse è la stella attorno al quale orbita il pianeta d'origine delle sirene.
- In BattleTech, Betelgeuse è la sede delle ldis Industries e delle Armerie Firmir, le industrie difensive militari della Confederazione di Capella.
- Nella serie "frontiere" dei giochi Frontier: Elite II e Frontier: First Encounters, Betelgeuse è un sistema inabitato a centinaia di anni luce dal sistema di ambientazione.
- Nel gioco Final Fantasy XII esiste una pistola chiamata Betelgeuse.
- Nel gioco Bouncy Ball per Android, è uno dei livelli.

## Altro
- Nei Paesi anglosassoni, un gioco di parole per Betelgeuse è "Beetlejuice", ossia "Succo di scarafaggio", grazie alla pronuncia molto simile. Il personaggio da cui prende il nome il film Beetlejuice - Spiritello porcello (Beetlejuice, 1988) è uno spiritello malvagio e dispettoso.
- Nella serie anime Space Dandy Betelgeuse è il luogo d'origine del personaggio Miao.